# مسيح باشا الخادم
مسيح محمد باشا الخادم (1511م - 1592م) سياسي عثماني، تولى منصب خازندار في عهد السلطان سليم الثاني، وكان بكلربكي إيالة مصر (1574م - 1580م) وصدر أعظم الإمبراطورية العثمانية في عهد السلطان مراد الثالث (1 نوفمبر 1585م - 14 أبريل 1586م).
له جامع أمر ببنائه، ويُسمى باسمه، هو جامع مسيح محمد باشا يوجد بمنطقة الفاتح باسطنبول.

## حياته
ولد في البوسنة في بلاد البلقان عام 1511م، وقت ان كانت إحدى الولايات العثمانية في القرن الخامس عشر، التحق بالدوشيرمة وسلك الحياة العسكريه في الجيوش العثمانية، فقد كان على رأس فرقة من الفرق الجيش التركي مثل الإنكشارية.
بدأ في التدرج الوظيفى في البلاط  العثمانى، فقد كان أولا يعمل كخازندار (وكيل المال أو الخزانة العامة) للسلطان سليم  الثاني، وفي عهد خليفته السلطان مراد الثالث تولى حكم مصر في شوال 981 هـ / 1574م. حتى عام 987 هـ / 1580 م.
اشتهر حكم مسيح محمد باشا كوالى على مصر بأستقرار البلاد وخاصة من النواحى الامنية، وحاول القضاء على مظاهر السرقة وقطع الطرق. قالت فيه أحد المصادر: «كل  من وقع تحت يده من المفسدين قتله، ولم يقبل له شفاعة أحد ولو اعطاه ألف دينار»، واشتهر أيضاً بعدم قبوله للرشوة في وقت اتسعت فيه أطماع وسطوة العثمانيين في البلاد.
زاد نفود مسيح باشا، فضم إلى حكمه الحجاز واليمن، حتى انتهت ولايته وغادر إلى أسطنبول مرة أخرى في عام 1580م، وعينه السلطان مراد الثالت في منصب الصدر الأعظم (رئيس الوزراء) في الدولة العثمانية (1 نوفمبر 1585م - 14 أبريل 1586م).

## وفاته
توفى مسيح باشا عن عمر يناهز 90 عاما عام 1592م، متأثرا بجراحه إثر محاولة اغتيال قام بها أحد المنتمين لجماعات انفصالية في الأناضول، بعد أن نجح مسيح باشا في وأد حركتهم بجهوده الدبلوماسية.